# اوژن-فرانسوا ویدوک
اوژن-فرانسوا ویدوک (به فرانسوی: Eugène-François Vidocq) نویسنده و حقوقدان قرن هجدهم میلادی اهل فرانسه است.